# امباپور
امباپور (به انگلیسی: Ammbappur) یک منطقهٔ مسکونی در هند است که در تامیل نادو واقع شده‌است.

## خصوصیات
امباپور ۳٬۰۲۹ نفر جمعیت دارد.